# Opperbevelhebber
Een opperbevelhebber heeft de hoogste zeggenschap over de gezamenlijke strijdkrachten, zowel over de landmacht, de luchtmacht als over de marine. Soms wordt de term gebruikt voor degene die formeel het oppergezag heeft maar geen feitelijk leiding geeft, zoals de president van de Verenigde Staten van Amerika; soms juist voor de militair die feitelijk het hoogste bevel voert. De term kan ook relatief zijn ten opzichte van een bepaald strijdtoneel: zo was Dwight Eisenhower opperbevelhebber wat betreft de Operatie Overlord. De autoriteit die de hoogste commando's geeft, heet het opperbevel; dit bestaat in de praktijk uit een vaak zeer uitgebreide staf, die zich behalve met de directe uitvoering meestal ook bezighoudt met beleidsvorming.

## Nederland
In Nederland heeft de regering het oppergezag over de krijgsmacht (artikel 97 lid 2 van de Grondwet). In de praktijk worden de krijgsmachten aangestuurd door de Commandant der Strijdkrachten, die echter nooit opperbevelhebber genoemd wordt.

## België
Op grond van artikel 167 §1 lid 2 van de Belgische Grondwet is de koning de opperbevelhebber. In de praktijk is de Chef Defensie de hoogste bevelhebber. Hij is verantwoordelijk voor de voorbereiding en uitvoering van de politieke beslissingen genomen rond defensie en administratie van de betrokken overheidsdienst. Daarnaast vervult de Chef Defensie een adviserende functie aan de minister van Defensie, aan wie hij tevens verantwoording is verschuldigd.